# Разрушительный эксперимент
«Разрушительный эксперимент» (англ. Destructive Testing) — второй эпизод второго сезона американского мультсериала «Новые приключения Человека-паука», основанного на одноимённом персонаже комиксов Marvel, созданном Стэном Ли и Стивом Дитко.

## Сюжет
В Африке Сергей Николаевич Кравинов борется с носорогом, а после победы над ним, ласкает своего льва Гуляткина. Его жена, Калипсо, сообщает мужу, что в Америке завёлся некий Человек-паук, и их анонимный друг просит их поохотится на него. В школе Питер хочет поехать с Гвен после учёбы, но его отвлекает Лиз, и первая уходит одна. В лаборатории Коннорсов они объясняются и также знакомятся с новым учёным Майлзом Уорреном. Тот хочет продолжить генетические эксперименты, но Курт просит его этого не делать.
Ночью Паук летает над городом и размышляет о девушках. На него нападает Сергей Николаевич Кравинов. В ходе битвы охотник отрезает часть костюма Человека-паука, а затем герой побеждает его. С помощью своего льва, чующего запах героя, Сергей Николаевич побывал во многих местах, где был Паук, но в конце концов он приходит в лабораторию, где герой получил свои силы. Там Сергей Николаевич Кравинов договаривается с Уорреном, чтобы тот провёл похожий научный эксперимент на нём. На футбольной игре в школе, Питер и Лиз воркуют, но Флэш Томпсон получает травму, и Лиз беспокоится за него. Тем временем Сергей Николаевич Кравинов успешно проходит эксперимент и превращается в гуманоидного льва.
Мутированный охотник, взявший прозвище Крейвен-Охотник, вновь нападает на Паука ночью. Лиз звонит Питеру и просит его приехать в больницу. После нелёгкой битвы, Человек-паук запутывает Крейвена-Охотник в свои сети и побеждает его. Но когда отворачивается на секунду, охотник куда-то исчезает. Питер приходит в больницу и утешает Лиз. Врач сообщает, что на восстановление Флэша уйдут месяцы. Тем временем Крейвен-Охотник с женой едут в лимузине и с ними связывается их анонимный друг, Хозяин, который предлагает Сергею Николаевичу участие в «массовой охоте».

## Роли озвучивали
- Джош Китон — Питер Паркер (Человек-паук)
- Лейси Шабер — Гвен Стейси
- Аланна Юбак — Лиз Аллан
- Брайан Джордж — Майлз Уоррен
- Эрик Весбит — Сергей Кравинофф (Крейвен)

## Отзывы

Динамика оценок IGN к эпизодам 2 сезона мультсериала

Эрик Гольдман из IGN поставил эпизоду оценку 7,5 из 10 и написал, что «первая битва Крейвена с Человеком-пауком была превосходной и демонстрировала, насколько грозным был Крейвен, несмотря на отсутствие у него суперсил, он прыгал от здания к зданию и использовал множество охотничьего оружия против Спайди». Рецензент также подметил шутку Человека-паука: когда Крейвен говорил, что он из матушки России прибыл через матушку Африку, Паук сказал: «Две мамы, а такое плохое поведение?». Ещё Гольдман посчитал, что поиски Паука Крейвеном и его львом были «очень забавными», особенно в офисе «Daily Bugle».
Джастин Феликс из DVD Talk посчитал «интересным, как некоторые научные вмешательства создают странную версию классического врага Паука».